# San Pedro de Tutule
San Pedro de Tutule é um município de Honduras, localizado no departamento de La Paz.